# HER2/neu

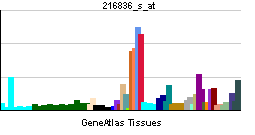
Pattern di espressione ad RNA del gene ERBB2

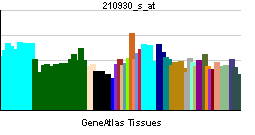
Pattern di espressione ad RNA del gene ERBB2

Con l'acronimo HER2/neu viene identificato il recettore 2 per il fattore di crescita epidermico umano; HER2/neu appartiene alla famiglia delle proteine ErbB, più comunemente conosciuta come la famiglia dei recettori epidermici dei fattori di crescita. HER2/neu è stato anche designato come CD340 (cluster di differenziazione 340) e P185. La proteina HER2/neu viene codificata dal gene ErbB2.

## Funzione
HER2 è una proteina a funzione di recettore di membrana del tipo tirosin-chinasico, posizionata esternamente alla cellula (faccia esterna), coinvolta nelle vie di trasduzione del segnale che portano alla crescita e al differenziamento cellulare. Una forma modificata di Her2, detta HER2/neu, è un proto-oncogene, che risulta amplificato dal 25 al 30 per cento nei casi di carcinomi primari della mammella.
HER2 risulta essere un recettore orfano, in quanto nessun componente della famiglia dei ligandi EGF risulta essere in grado di attivarlo. Tuttavia il recettore è in grado di formare dimeri con altre molecole, il processo di dimerizzazione porta alla formazione di siti idonei ad accogliere i ligandi, HER2 risulta essere il partner preferenziale di dimerizzazione per gli altri membri della famiglia ErbB.

## Posizione
Il gene HER2 è un proto-oncogene situato nel braccio lungo del cromosoma 17 alle coordinate: 17q21-q22.

## Proto-oncogene HER-2/neu
Circa il 30% dei tumori della mammella si sviluppano in concomitanza a un'amplificazione del gene HER2/neu o alla sovraespressione del suo prodotto proteico. La sovraespressione di questo recettore nel carcinoma mammario è associata alla riemersione clinica della malattia e concorre a un aggravamento della prognosi. A causa della sua correlazione con il decorso della prognosi clinica e alla sua capacità di predire l'eventuale reinsorgenza di tali tumori, i tumori della mammella sono regolarmente controllati per eventuale sovraespressione di HER2/neu. La sua sovraespressione si verifica anche in altri tumori come: il carcinoma ovarico, il carcinoma dello stomaco, il carcinoma del colon-retto e nelle forme aggressive di carcinoma all'utero, come il carcinoma uterino endometriale sieroso.
L'oncogene neu deve la sua dicitura in quanto fu identificato in una linea di cellule di glioblastoma di roditore, il glioblastoma è un tipo di tumore neurale, da qui la dicitura neu; HER2 deve il suo acronimo alla sua struttura, similare a quella dei recettori per i fattori di crescita umani. ErbB2 deve il suo acronimo alla somiglianza strutturale con ErbB (oncogene associato all'eritroblastosi aviaria B), a tale oncogene è stata recentemente assegnata la dicitura EGFR. Recenti tecniche di clonazione del gene hanno mostrato che sia neu, sia HER2, sia ErbB2 risultano essere gli stessi oncogeni.
HER2 è co-localizzato, e quindi il più delle volte, co-amplificato assieme al gene GRB7, che a sua volta è anche un proto-oncogene (attivo ad esempio nel carcinoma mammario, nel tumore testicolare a cellule germinali, nel carcinoma gastrico e nel carcinoma dell'esofago).
HER2 è noto per formare cluster, a livello di membrana, che potrebbero svolgere un ruolo nella tumorigenesi.

## Dosaggio clinico di HER2
Importante per l'approccio clinico è la possibilità di usare specifici anticorpi monoclonali diretti verso HER2, specialmente il trastuzumab. L'interazione tra tali anticorpi e il recettore ne bloccano l'azione e stimolano la produzione di p27, una proteina in grado di arrestare la proliferazione delle cellule tumorali.
L'iperespressione del gene HER2 può essere soppressa tramite induzione di altri geni che ostacolano la produzione del recettore di HER2.
L'espressione della proteina HER2/ERBB2 viene regolata da recettori per gli estrogeni; Inoltre, l'estradiolo il quale agisce attraverso il recettore degli estrogeni, regola l'espressione di HER2/ERBB2.

## Interazioni

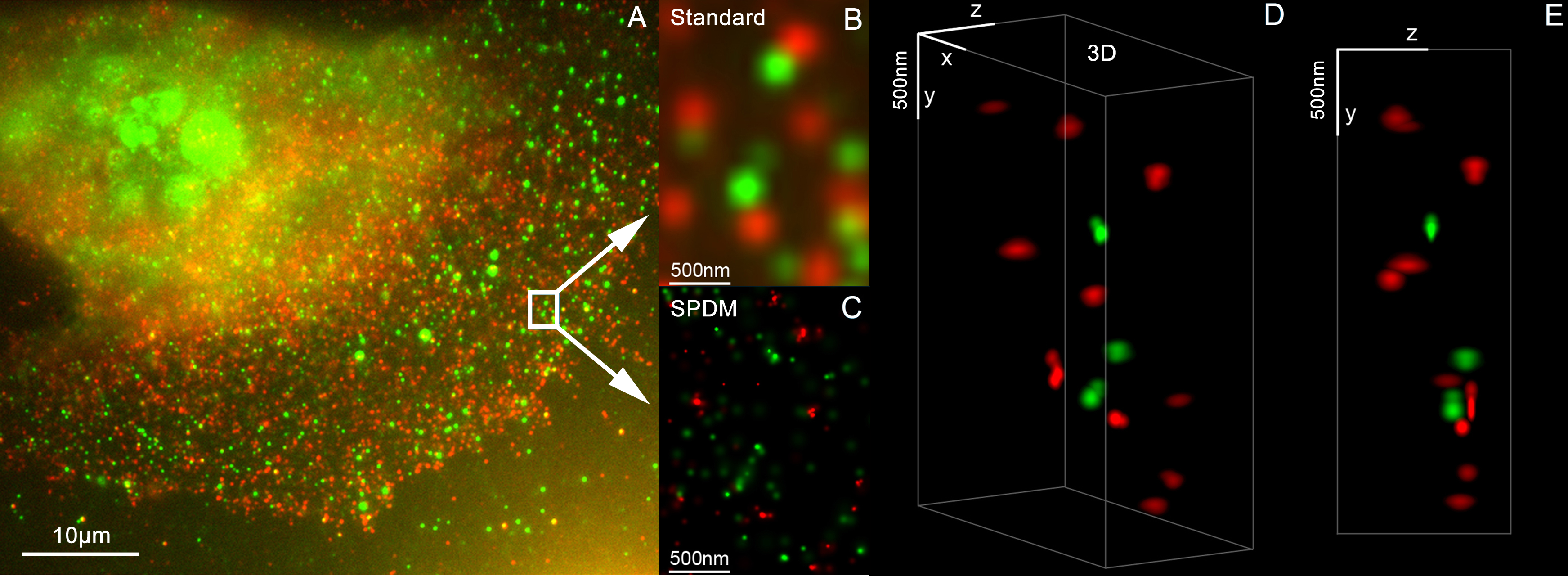
Distribuzione di Her2 e di HER3 in una cellula del seno (3D Dual Colour Super Resolution Microscopia SPDMphymod / Limon, contrassegnato con Alexa 488 e 568)

Il recettore HER2/neu interagisce con: beta-catenina, glicoproteina 130, PLCG1, Erbin,,  MUC1, Grb2, proteina da shock termico 90kDa alfa (citosolica) A1, DLG4, PIK3R2, PICK1 e SHC1.